# Parnaibaia maranhaoensis
Parnaibaia maranhaoensis (лат.) — вид вымерших лопастепёрых рыб из семейства Mawsoniidae, единственный в роде Parnaibaia. Обитали во времена юрского периода (163,5—145,0 млн лет назад) на территории современной Бразилии.
Вид был описан в 2007 году Y. Yabumoto. Голотип KMNH VP 100,257 состоит из полного скелета. Длина находки составляет 58 см. Остатки рыбы найдены на территории муниципалитета Пастус-Бонс в одноимённой формации на территории штата Мараньян.
Новый вид был отнесён к семейству Mawsoniidae отряда целакантообразных.